# Джонстон (округ, Северная Каролина)
Округ Джонстон (англ. Johnston County) располагается в штате Северная Каролина, США. Официально образован в 1746 году. По состоянию на 2010 год, численность населения составляла 168 878 человек.

## География
По данным Бюро переписи США, общая площадь округа равняется 2061,642 км2, из которых 2051,282 км2 суша и 10,360 км2 или 0,500 % это водоёмы.

## Население
По данным переписи населения 2000 года в округе проживает 121 965 жителей в составе 46 595 домашних хозяйств и 33 688 семей. Плотность населения составляет 59,00 человек на км2. На территории округа насчитывается 50 196 жилых строений, при плотности застройки около 24,00-х строений на км2. Расовый состав населения: белые — 78,09 %, афроамериканцы — 15,65 %, коренные американцы (индейцы) — 0,41 %, азиаты — 0,30 %, гавайцы — 0,04 %, представители других рас — 4,53 %, представители двух или более рас — 0,99 %. Испаноязычные составляли 7,74 % населения независимо от расы.
В составе 35,40 % из общего числа домашних хозяйств проживают дети в возрасте до 18 лет, 57,80 % домашних хозяйств представляют собой супружеские пары проживающие вместе, 10,60 % домашних хозяйств представляют собой одиноких женщин без супруга, 27,70 % домашних хозяйств не имеют отношения к семьям, 23,10 % домашних хозяйств состоят из одного человека, 8,60 % домашних хозяйств состоят из престарелых (65 лет и старше), проживающих в одиночестве. Средний размер домашнего хозяйства составляет 2,58 человека, и средний размер семьи 3,02 человека.
Возрастной состав округа: 26,10 % моложе 18 лет, 8,10 % от 18 до 24, 34,20 % от 25 до 44, 21,70 % от 45 до 64 и 21,70 % от 65 и старше. Средний возраст жителя округа 34 лет. На каждые 100 женщин приходится 98,70 мужчин. На каждые 100 женщин старше 18 лет приходится 96,30 мужчин.
Средний доход на домохозяйство в округе составлял 40 872 USD, на семью — 48 599 USD. Среднестатистический заработок мужчины был 33 008 USD против 25 582 USD для женщины. Доход на душу населения составлял 18 788 USD. Около 8,90 % семей и 12,80 % общего населения находились ниже черты бедности, в том числе — 16,00 % молодежи (тех, кому ещё не исполнилось 18 лет) и 19,40 % тех, кому было уже больше 65 лет.